# Британи Чери
Британи Чери (на английски: Brittainy C. Cherry) е американска писателка на произведения в жанра любовен роман.

## Биография и творчество
Британи Чери е родена на в Милуоки, Уисконсин, САЩ. Запалена читателка е от ранна възраст и опитва да пише от 16-годишна. Завършва с бакалавърска степен театралното изкуство в университета „Карол“ и курс по творческо писане, включително за писане на сценарии.
Първият ѝ роман „The Space In Between“ (Пространството помежду ни) е издаден като самиздат през 2013 г. Привлича вниманието на издателите с втория си роман „Loving Mr. Daniels“ (Да обичаш мистър Даниелс).
Става популярна с поредицата си „Елементи“. Всеки роман от поредицата представя различна двойка, която трябва да преодолее трудни препятствия, за да може любовта им да има шанс. Първият роман от поредицата, „Въздухът, който той диша“, е избран е един от най-добрите любовни романи на 2015 г.
Британи Чери живее със семейството си в Брукфийлд, Уисконсин.

## Произведения

### Самостоятелни романи
- The Space In Between (2013)
- Loving Mr. Daniels (2014)
- Art & Soul (2015)
- Disgrace (2018)
- Eleanor & Grey (2019)

### Серия „Елементи“ (Elements)
1. The Air He Breathes (2015)
Въздухът, който дишам, изд. Егмонт, (2023)
2. The Fire Between High & Lo (2016)
3. The Silent Waters (2016)
4. The Gravity of Us (2017)

### Серия „Музикална улица“ (Music Street)
1. Behind the Bars (2017)

### Новели
- Our Totally, Ridiculous, Made-up Christmas Relationship (2013)